# Tarzetta
Tarzetta es un género de hongos de la familia Pyronemataceae. El género posee una amplia distribución en las regiones templadas del norte, y contiene 9 especies.